# Olander-Nunatak
Der Olander-Nunatak ist ein Nunatak im westantarktischen Ellsworthland. Er ragt 8 km östlich des Tollefson-Nunatak auf und gehört zu einer Reihe verstreuter und isolierter Nunatakker 45 km nordnordwestlich der Sky-Hi-Nunatakker.
Der United States Geological Survey kartierte ihn anhand eigener Vermessungen und Luftaufnahmen der United States Navy aus den Jahren von 1961 bis 1967. Das Advisory Committee on Antarctic Names benannte ihn 1968 nach Raymond Edward Olander (1935–2002), der 1963 als Elektrotechniker auf der Ellsworth-Station tätig war.